# XXXXIII. Armeekorps
XXXXIII. Armeekorps var en tysk armékår under andra världskriget. Kåren sattes upp den 15 april 1940.

## Operation Frühlingserwachen

### Organisation
Armékårens organisation den 1 mars 1945:
- Kommandant Küste
- Gruppe Ost
- Stab Sicherungs-Division z.b.V. 207
- Gruppe Nordwest
- Festungs-Kommandant Windau

## Kurlandfickan

### Organisation
Armékårens organisation den 16 september 1944:
- 58. Infanterie-Division
- 225. Infanterie-Division
- 389. Infanterie-Division

## Befälhavare
Kårens befälhavare:
- Generalleutnant Franz Böhme  31 maj 1940–17 juni 1940
- General der Infanterie Gotthard Heinrici  17 juni 1940–20 januari 1942
- Generalleutnant Gerhard Berthold  20 januari 1942–1 februari 1942
- General der Infanterie Kurt Brennecke  1 februari 1942–28 juni 1942
- General der Infanterie Joachim von Kortzfleisch  28 juni 1942–15 augusti 1942
- General der Infanterie Kurt Brennecke  15 augusti 1942–23 januari 1943
- General der Infanterie Karl von Oven  24 januari 1943–25 mars 1944
- General der Infanterie Ehrenfried Boege  25 mars 1944–3 september 1944
- General der Gebirgstruppen Kurt Versock  3 september 1944–20 april 1945

Stabschef :
- Oberst Friedrich Schulz  20 april 1940–24 april 1942
- Oberst Edmund Blaurock  24 april 1942–31 oktober 1943
- Oberst Wilhelm Hetzel   1 november 1943–10 februari 1945
- Oberstleutnant Kurt Schuster   10 februari 1945–1 maj 1945